# Coupe de France féminine de football 2013-2014
Navigation
Édition précédente Édition suivante
La Coupe de France féminine de football 2013-2014 est la 13e édition de la Coupe de France féminine.
Il s'agit d'une compétition à élimination directe ouverte à tous les clubs de football français ayant une équipe féminine, organisée par la Fédération française de football (FFF) et ses ligues régionales.
La finale a lieu le samedi 7 juin 2014 à la MMArena au Mans, et voit la victoire de l'Olympique lyonnais sur le Paris Saint-Germain sur le score de deux buts à zéro.

## Calendrier de la compétition
| Tour                                                      | Nom                        | Dates retenues   | Équipes participantes | Équipes restantes |
| Phase régionale                                           | Phase régionale            | Phase régionale  | Phase régionale       | Phase régionale   |
| --------------------------------------------------------- | -------------------------- | ---------------- | --------------------- | ----------------- |
| 1 à 3                                                     | Tours régionaux            | Selon les ligues | 421                   | 136               |
| 4                                                         | Finales régionales         | 8 décembre 2013  | 136                   | 68                |
| Phase fédérale (entrée en lice des équipes de Division 2) |                            |                  |                       |                   |
| 5                                                         | 1er tour                   | 5 janvier 2014   | 104                   | 52                |
| Phase finale (entrée en lice des équipes de Division 1)   |                            |                  |                       |                   |
| 6                                                         | Trente-deuxièmes de finale | 26 janvier 2014  | 64                    | 32                |
| 7                                                         | Seizièmes de finale        | 16 février 2014  | 32                    | 16                |
| 8                                                         | Huitièmes de finale        | 16 mars 2014     | 16                    | 8                 |
| 9                                                         | Quarts de finale           | 13 avril 2014    | 8                     | 4                 |
| 10                                                        | Demi-finales               | 11 mai 2014      | 4                     | 2                 |
| 11                                                        | Finale                     | 7 juin 2014      | 2                     | 1                 |

## Premier tour fédéral
Le premier tour fédéral est marqué par l'entrée en lice des 36 clubs de deuxième  division qui rejoignent les 68 clubs de division de ligues et de districts.
Les rencontres ont lieu le dimanche 5 janvier 2014 et sont marquées par la performance de cinq clubs de division d'honneur, qui éliminent plusieurs pensionnaires de division 2.
| Date       | Club (division)                                   | Score           | Club (division)                              |
| ---------- | ------------------------------------------------- | --------------- | -------------------------------------------- |
| 04/01/2014 | ASC Bas Vernet (Division d'Honneur Régionale)     | 1-4             | U Jurançonnaise (Division d'Honneur)         |
| 05/01/2014 | CSO Amnéville (District)                          | 0-4             | ASCA Wittelsheim (Division d'Honneur)        |
| 05/01/2014 | FC Monswiller (Division d'Honneur)                | 1-7             | AS Algrange (Division 2)                     |
| 05/01/2014 | FC Oberhergheim (Division d'Honneur)              | 0-3             | AS Nancy-Lorraine (Division 2)               |
| 05/01/2014 | AS Musau Strasbourg (Division d'Honneur)          | 1-1 (Tab : 3-1) | FC Kogenheim (Division d'Honneur)            |
| 05/01/2014 | ASSF Épinal (Division d'Honneur)                  | 1-3             | CS Mars Bischheim (Division 2)               |
| 05/01/2014 | FC Woippy (Division d'Honneur)                    | 0-3             | FC Vendenheim (Division 2)                   |
| 05/01/2014 | Olympique de Marseille (Division d'Honneur)       | 3-3 (Tab : 4-3) | FCF Monteux (Division 2)                     |
| 05/01/2014 | US Villeneuve-lès-Maguelones (Division d'Honneur) | 3-1             | SC Mouans-Sartoux (Division d'Honneur)       |
| 05/01/2014 | AS Saint-Martin-en-Haut (Division d'Honneur)      | 3-3 (Tab : 7-6) | Caluire FF (Division d'Honneur)              |
| 05/01/2014 | FAF Marseille (Division 2)                        | 3-1             | AS Véore Montoison (Division 2)              |
| 05/01/2014 | AS Saint-Christol-lès-Alès (Division d'Honneur)   | 0-2             | Nîmes MG (Division 2)                        |
| 05/01/2014 | FC Sète (Division d'Honneur)                      | 3-0             | AS Lescure (Division d'Honneur)              |
| 05/01/2014 | FC Critourien (District)                          | 2-8             | FCE Arlac (Division d'Honneur)               |
| 05/01/2014 | ASPTT Albi (Division 2)                           | 3-0             | AS Sainte-Christie-Preignan (Division 2)     |
| 05/01/2014 | ASPCR Portet (District)                           | 1-3             | ES Blanquefortaise (Division 2)              |
| 05/01/2014 | Limoges LF (Division d'Honneur)                   | 1-1 (Tab : 5-4) | CS Changé (Division d'Honneur)               |
| 05/01/2014 | Tours FC (Division d'Honneur)                     | 0-2             | ASF Les Verchers (Division 2)                |
| 05/01/2014 | US Sainte-Luce-sur-Loire (Division d'Honneur)     | 0-1             | ES Vineuil-Brion (Division d'Honneur)        |
| 05/01/2014 | Montreuil Juigné BF (District)                    | 0-5             | AS Nieul (Division d'Honneur)                |
| 05/01/2014 | Saint-Georges FC (Division d'Honneur)             | 0-5             | CBOSL Football (Division 2)                  |
| 05/01/2014 | JA Mordelles (District)                           | 0-7             | Le Mans FC (Division 2)                      |
| 05/01/2014 | FCF Condéen (Division 2)                          | 1-2             | Quimper KFC (Division 2)                     |
| 05/01/2014 | US Saint-Malo (Division d'Honneur)                | 7-2             | Amicale Saint-Lyphard (Division d'Honneur)   |
| 05/01/2014 | CPBB Rennes (Division d'Honneur)                  | 2-0             | ES Cormelles-le-Royal (Division 2)           |
| 05/01/2014 | Stade brestois (District)                         | 0-7             | FC Lorient (Division d'Honneur)              |
| 05/01/2014 | FC Flers (Division d'Honneur)                     | 8-0             | L'Ernéenne (Division d'Honneur)              |
| 05/01/2014 | ES Seizième (Division d'Honneur)                  | 0-3             | FF Issy (Division 2)                         |
| 05/01/2014 | ES Bully-les-Mines (District)                     | 0-2             | ESM Gonfreville (Division d'Honneur)         |
| 05/01/2014 | FC Rueil-Mamaison (Division d'Honneur)            | 1-2             | Amiens SC (Division 2)                       |
| 05/01/2014 | FC Lilliers (Division d'Honneur)                  | 0-2             | US Gravelines (Division 2)                   |
| 05/01/2014 | Cosmopolitan Taverny (District)                   | 0-6             | FC Rouen (Division 2)                        |
| 05/01/2014 | ES Tarentaise (District)                          | 0-4             | CA Pontarlier (Division d'Honneur)           |
| 05/01/2014 | ES Chilly (District)                              | 1-6             | FC Aurillac-Arpajon (Division 2)             |
| 05/01/2014 | RCF Mâcon (Division d'Honneur)                    | 4-1             | AS La Sanne-Saint-Romain-Surieu (Division 2) |
| 05/01/2014 | Besançon RC (Division d'Honneur)                  | 2-1             | CS Nivolas-Vermelle (Division 2)             |
| 05/01/2014 | Ain Sud Foot (District)                           | 2-3             | AFC Dommartin (Division d'Honneur Régionale) |
| 05/01/2014 | US Gerzat (Division d'Honneur)                    | 0-3             | Le Puy Foot (Division 2)                     |
| 05/01/2014 | Aulnat Sportif (Division d'Honneur)               | 1-4             | FC Nivolet (Division d'Honneur)              |
| 05/01/2014 | Dijon FCO (Division 2)                            | 1-3             | Claix Football (Division 2)                  |
| 05/01/2014 | ES Troyes AC (Division d'Honneur)                 | 1-3             | VGA Saint-Maur (Division 2)                  |
| 05/01/2014 | Evry FC (Division d'Honneur)                      | 5-1             | CA Paris (Division d'Honneur)                |
| 05/01/2014 | US Estrées (Division d'Honneur)                   | 2-0             | FC Val d'Europe (Division d'Honneur)         |
| 05/01/2014 | FC Saint-Amand-les-Eaux (District)                | 0-4             | US Compiègne (Division 2)                    |
| 05/01/2014 | FC Tremblay (Division d'Honneur)                  | 7-3             | FC Templemars (Division 2)                   |
| 05/01/2014 | Iris Lambersart (Division d'Honneur)              | 1-0             | AS Montigny (Division 2)                     |
| 05/01/2014 | Nicolaite Chaillot (District)                     | 0-5             | US Rouvroy (Division 2)                      |
| 12/01/2014 | ESOFV La Roche-sur-Yon (Division 2)               | 2-1             | Nantes Saint-Herblain FF (Division 2)        |
| 12/01/2014 | FC Montauban (Division d'Honneur)                 | 1-2             | Toulouse FC (Division 2)                     |
| 12/01/2014 | Atom SF Pierrelatte (District)                    | 1-3             | Saint-Cannat SC (District)                   |
| 12/01/2014 | Saint-Quentin FF (Division d'Honneur)             | 1-5             | FCF Val d'Orge (Division 2)                  |
| 12/01/2014 | ES Arques (Division d'Honneur)                    | 1-1 (Tab : 5-3) | Évreux FC (Division d'Honneur)               |

## Trente-deuxièmes de finale
Les trente-deuxièmes de finale sont marqués par l'entrée en lice des 12 clubs de la première division qui rejoignent les 25 clubs de deuxième division, les 26 clubs de division honneur ainsi que le Saint-Cannat SC et l'AFC Dommartin, évoluant respectiviement en district et en division d'honneur régionale, déjà qualifiés pour ce tour de la compétition.
Les rencontres ont lieu le dimanche 26 janvier 2014, à l'exception du match opposant le CA Pontarlier à l'Olympique lyonnais joué la veille, et sont marquées par la performance du Mans FC, club de division 2, qui élimine l'EA Guingamp qui fait partie des ténors de division 1.
| Date       | Club (division)                                   | Score           | Club (division)                          |
| ---------- | ------------------------------------------------- | --------------- | ---------------------------------------- |
| 25/01/2014 | CA Pontarlier (Division d'Honneur)                | 0-18            | Olympique lyonnais (Division 1)          |
| 26/01/2014 | ASCA Wittelsheim (Division d'Honneur)             | 0-2             | FF Yzeure (Division 1)                   |
| 26/01/2014 | RCF Mâcon (Division d'Honneur)                    | 0-4             | AS Algrange (Division 2)                 |
| 26/01/2014 | Olympique de Marseille (Division d'Honneur)       | 1-1 (Tab : 3-4) | FAF Marseille (Division 2)               |
| 26/01/2014 | Besançon RC (Division d'Honneur)                  | 1-3             | CS Mars Bischheim (Division 2)           |
| 26/01/2014 | FC Nivolet (Division d'Honneur)                   | 0-5             | Montpellier HSC (Division 1)             |
| 26/01/2014 | AS Saint-Martin-en-Haut (Division d'Honneur)      | 1-8             | AS Saint-Étienne (Division 1)            |
| 26/01/2014 | Le Puy Foot (Division 2)                          | 0-0 (Tab : 6-5) | Nîmes MG (Division 2)                    |
| 26/01/2014 | US Villeneuve-lès-Maguelones (Division d'Honneur) | 0-6             | Claix Football (Division 2)              |
| 26/01/2014 | AFC Dommartin (Division d'Honneur Régionale)      | 3-2             | AS Musau Strasbourg (Division d'Honneur) |
| 26/01/2014 | FC Flers (Division d'Honneur)                     | 2-6             | VGA Saint-Maur (Division 2)              |
| 26/01/2014 | Le Mans FC (Division 2)                           | 0-0 (Tab : 3-2) | EA Guingamp (Division 1)                 |
| 26/01/2014 | Quimper KFC (Division 2)                          | 0-3             | FCF Juvisy (Division 1)                  |
| 26/01/2014 | Saint-Cannat SC (District)                        | 0-3             | FC Sète (Division d'Honneur)             |
| 26/01/2014 | FC Lorient (Division d'Honneur)                   | 3-1             | Evry FC (Division d'Honneur)             |
| 26/01/2014 | CPBB Rennes (Division d'Honneur)                  | 0-3             | CBOSL Football (Division 2)              |
| 26/01/2014 | FC Aurillac-Arpajon (Division 2)                  | 1-2             | AS Muretaine (Division 1)                |
| 26/01/2014 | ASJ Soyaux (Division 1)                           | 5-1             | ESOFV La Roche-sur-Yon (Division 2)      |
| 26/01/2014 | US Saint-Malo (Division d'Honneur)                | 3-0             | FF Issy (Division 2)                     |
| 26/01/2014 | Limoges LF (Division d'Honneur)                   | 0-4             | ES Blanquefortaise (Division 2)          |
| 26/01/2014 | U Jurançonnaise (Division d'Honneur)              | 0-9             | ASPTT Albi (Division 2)                  |
| 26/01/2014 | FCE Arlac (Division d'Honneur)                    | 4-0             | ASF Les Verchers (Division 2)            |
| 26/01/2014 | AS Nieul (Division d'Honneur)                     | 3-1             | ES Vineuil-Brion (Division d'Honneur)    |
| 26/01/2014 | FCF Val d'Orge (Division 2)                       | 0-3             | Paris Saint-Germain (Division 1)         |
| 26/01/2014 | US Compiègne (Division 2)                         | 1-0             | Amiens SC (Division 2)                   |
| 26/01/2014 | FC Tremblay (Division d'Honneur)                  | 1-1 (Tab : 4-2) | FC Rouen (Division 2)                    |
| 26/01/2014 | ES Arques (Division d'Honneur)                    | 4-8             | US Gravelines (Division 2)               |
| 26/01/2014 | ESM Gonfreville (Division d'Honneur)              | 2-1             | Iris Lambersart (Division d'Honneur)     |
| 26/01/2014 | US Estrées (Division d'Honneur)                   | 0-6             | Arras FCF (Division 1)                   |
| 26/01/2014 | US Rouvroy (Division 2)                           | 1-8             | FCF Hénin-Beaumont (Division 1)          |
| 26/01/2014 | AS Nancy-Lorraine (Division 2)                    | 1-1 (Tab : 3-4) | FC Vendenheim (Division 2)               |
| 29/01/2014 | Toulouse FC (Division 2)                          | 1-4             | Rodez AF (Division 1)                    |

## Seizièmes de finale
Lors des seizièmes de finale, il ne reste plus que 11 clubs de première division accompagnées de 13 clubs de deuxième division et de 7 clubs de division d'honneur et l'AFC Dommartin qui évolue en division d'honneur régionale.
Les rencontres ont lieu le dimanche 16 février 2014 et sont marquées notamment par la nette victoire de AS Saint-Étienne face au FF Yzeure qui était le choc de ce tour.
| Date       | Club (division)                              | Score           | Club (division)                  |
| ---------- | -------------------------------------------- | --------------- | -------------------------------- |
| 16/02/2014 | FC Tremblay (Division d'Honneur)             | 1-11            | FCF Hénin-Beaumont (Division 1)  |
| 16/02/2014 | AS Saint-Étienne (Division 1)                | 4-0             | FF Yzeure (Division 1)           |
| 16/02/2014 | AFC Dommartin (Division d'Honneur Régionale) | 0-4             | FAF Marseille (Division 2)       |
| 16/02/2014 | Claix Football (Division 2)                  | 0-6             | Olympique lyonnais (Division 1)  |
| 16/02/2014 | FC Sète (Division d'Honneur)                 | 2-6             | Le Puy Foot (Division 2)         |
| 16/02/2014 | AS Muretaine (Division 1)                    | 2-3             | Rodez AF (Division 1)            |
| 16/02/2014 | ASPTT Albi (Division 2)                      | 1-3             | ASJ Soyaux (Division 1)          |
| 16/02/2014 | AS Nieul (Division d'Honneur)                | 1-5             | FCE Arlac (Division d'Honneur)   |
| 16/02/2014 | FC Lorient (Division d'Honneur)              | 0-1             | CBOSL Football (Division 2)      |
| 16/02/2014 | ES Blanquefortaise (Division 2)              | 0-3             | Montpellier HSC (Division 1)     |
| 16/02/2014 | US Saint-Malo (Division d'Honneur)           | 0-1             | VGA Saint-Maur (Division 2)      |
| 16/02/2014 | FCF Juvisy (Division 1)                      | 8-0             | US Compiègne (Division 2)        |
| 16/02/2014 | Arras FCF (Division 1)                       | 2-1             | Le Mans FC (Division 2)          |
| 16/02/2014 | ESM Gonfreville (Division d'Honneur)         | 1-1 (Tab : 4-5) | CS Mars Bischheim (Division 2)   |
| 16/02/2014 | US Gravelines (Division 2)                   | 0-4             | FC Vendenheim (Division 2)       |
| 16/02/2014 | AS Algrange (Division 2)                     | 0-5             | Paris Saint-Germain (Division 1) |

## Huitièmes de finale

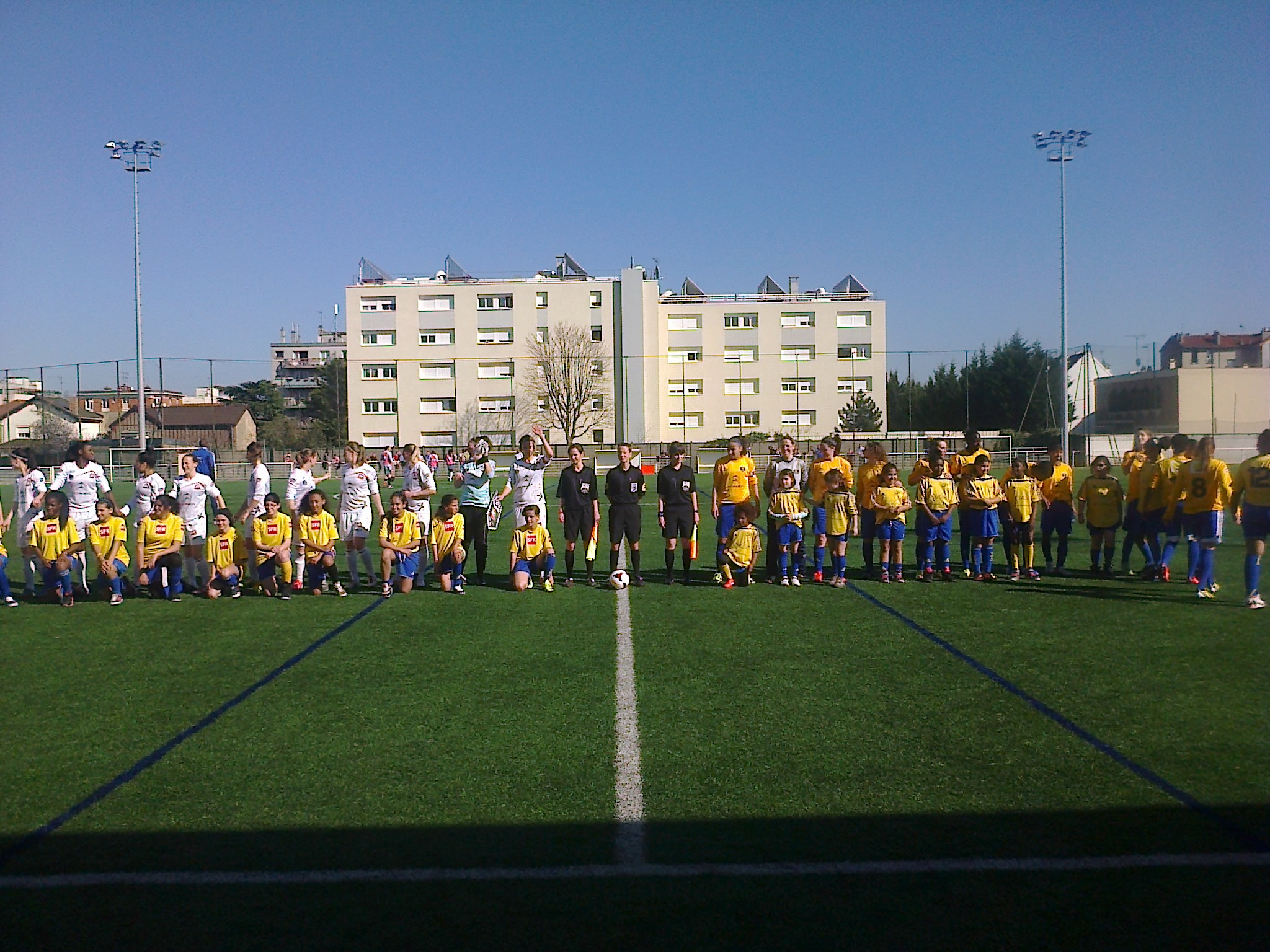
Présentation des équipes lors du match VGA Saint-Maur - FCF Juvisy du 16 mars 2014

Lors des huitièmes de finale, il ne reste plus que 9 clubs de première division accompagnés de 6 clubs de deuxième division et du FCE Arlac qui évolue en division d'honneur.
Les rencontres ont lieu le dimanche 16 mars 2014 et sont marquées par la belle performance du FC Vendenheim, évoluant en Division 2, qui élimine lors de la séance des tirs au but l'Arras FCF, pensionnaire de Division 1.
| Date       | Club (division)                 | Score           | Club (division)                  |
| ---------- | ------------------------------- | --------------- | -------------------------------- |
| 16/03/2014 | FC Vendenheim (Division 2)      | 2-2 (Tab : 6-5) | Arras FCF (Division 1)           |
| 16/03/2014 | CBOSL Football (Division 2)     | 2-2 (Tab : 4-5) | CS Mars Bischheim (Division 2)   |
| 16/03/2014 | FCF Hénin-Beaumont (Division 1) | 0-2             | Paris Saint-Germain (Division 1) |
| 16/03/2014 | VGA Saint-Maur (Division 2)     | 0-4             | FCF Juvisy (Division 1)          |
| 16/03/2014 | FAF Marseille (Division 2)      | 1-4             | ASJ Soyaux (Division 1)          |
| 16/03/2014 | Olympique lyonnais (Division 1) | 3-0             | AS Saint-Étienne (Division 1)    |
| 16/03/2014 | Montpellier HSC (Division 1)    | 8-0             | Le Puy Foot (Division 2)         |
| 16/03/2014 | FCE Arlac (Division d'Honneur)  | 1-8             | Rodez AF (Division 1)            |

## Quarts de finale
Lors des quarts de finale, il ne reste plus que 6 clubs de première division accompagnés de deux clubs de deuxième division que sont le FC Vendenheim et le CS Mars Bischheim.
Les rencontres ont lieu le dimanche 13 avril 2014.
| Date       | Club (division)                 | Score | Club (division)                  |
| ---------- | ------------------------------- | ----- | -------------------------------- |
| 13/04/2014 | ASJ Soyaux (Division 1)         | 3-2   | FC Vendenheim (Division 2)       |
| 13/04/2014 | Olympique lyonnais (Division 1) | 6-0   | Montpellier HSC (Division 1)     |
| 13/04/2014 | CS Mars Bischheim (Division 2)  | 0-9   | Paris Saint-Germain (Division 1) |
| 13/04/2014 | Rodez AF (Division 1)           | 0-1   | FCF Juvisy (Division 1)          |

## Demi-finales
Lors des demi-finales il ne reste plus que 4 clubs de première division dont trois des favoris de la compétition, l'Olympique lyonnais, le Paris SG et le FCF Juvisy.
Les rencontres ont lieu le week-end du 10 et 11 mai 2014.
| Date       | Club (division)         | Score | Club (division)                  |
| ---------- | ----------------------- | ----- | -------------------------------- |
| 10/05/2014 | FCF Juvisy (Division 1) | 0-6   | Paris Saint-Germain (Division 1) |
| 11/05/2014 | ASJ Soyaux (Division 1) | 0-3   | Olympique lyonnais (Division 1)  |

## Finale
La finale oppose deux clubs de première division, le Paris Saint-Germain déjà vainqueur de la compétition en 2010 et l'Olympique lyonnais, double tenante du titre et cinq fois vainqueur de ce tournoi.
| 7 juin 2014 | Olympique lyonnais                      | 2-0   | Paris Saint-Germain | MMArena, Le Mans                               |                                                |
|             | 57e Lara Dickenmann · 61e Corine Franco | (0-0) |                     | Spectateurs : 6 588 Arbitrage : Séverine Zinck | Spectateurs : 6 588 Arbitrage : Séverine Zinck |

| G               | 16 | Sarah Bouhaddi    |  |     |
| D               | 3  | Wendie Renard     |  |     |
| D               | 5  | Saki Kumagai      |  |     |
| D               | 17 | Corine Franco     |  |     |
| D               | 21 | Lara Dickenmann   |  |     |
| M               | 6  | Amandine Henry    |  |     |
| M               | 9  | Eugénie Le Sommer |  |     |
| M               | 10 | Louisa Necib      |  | 80e |
| M               | 12 | Elodie Thomis     |  | 55e |
| M               | 23 | Camille Abily     |  |     |
| A               | 8  | Lotta Schelin     |  | 83e |
| Remplacements : |    |                   |  |     |
| M               | 15 | Elise Bussaglia   |  | 55e |
| M               | 11 | Amel Majri        |  | 80e |
| A               | 24 | Laetitia Tonazzi  |  | 83e |
| Entraîneur :    |    |                   |  |     |
| Patrice Lair    |    |                   |  |     |

| G               | 1  | Katarzyna Kiedrzynek |  |     |
| D               | 3  | Laure Boulleau       |  |     |
| D               | 4  | Laura Georges        |  |     |
| D               | 5  | Sabrina Delannoy     |  |     |
| D               | 11 | Jessica Houara       |  |     |
| M               | 2  | Kenza Dali           |  | 70e |
| M               | 14 | Kheira Hamraoui      |  | 60e |
| M               | 20 | Caroline Pizzala     |  | 69e |
| M               | 27 | Tobin Heath          |  | 67e |
| A               | 7  | Lindsey Horan        |  | 76e |
| A               | 18 | Marie-Laure Delie    |  |     |
| Remplacements : |    |                      |  |     |
| M               | 28 | Shirley Cruz Traña   |  | 69e |
| M               | 29 | Kosovare Asllani     |  | 70e |
| A               | 10 | Linda Bresonik       |  | 76e |
| Entraîneur :    |    |                      |  |     |
| Farid Benstiti  |    |                      |  |     |